# Harry Shearer
Harry Shearer (ur. 23 grudnia 1943 w Los Angeles) – amerykański pisarz, muzyk, prezenter radiowy, komik i aktor.

## Wybrana filmografia

### Seriale
- 1950: The Jack Benny Program jako Jack jako dziecko
- 1986: Prawnicy z Miasta Aniołów jako Gordon Huyck
- 2000: Żarty na bok jako Dean
- 2012: Playhouse Presents jako Nixon

### Filmy
- 1977: American Raspberry jako Przyjaciel kierowcy ciężarówki
- 1982: Million Dollar Infield jako Jack Savage
- 2006: Radosne Purim jako Victor Allan Miller
- 2010: Flood Streets jako Dr Keeley

## Nagrody i nominacje
Został nominowany do nagrody Gotham i nagrody Emmy.